# Susana Edith Freire
Susana Edith Freire (La Plata, 16 de septiembre de 1954) es una botánica, curadora, y profesora argentina. Es investigadora de la taxonomía de la Familia de las Asteráceas (=Compuestas), con especial referencia en las del Cono Sur de Sudamérica y regiones asiáticas. Es licenciada en Botánica por la Facultad de Ciencias Naturales de la Universidad Nacional de La Plata (1982) y Doctora en Ciencias Naturales, orientación Botánica, por la misma universidad. Es profesora de la Facultad de Ciencias Naturales de la Universidad Nacional de La Plata e investigadora del CONICET. Desde 2007 cumple sus actividades de investigación en el Instituto de Botánica Darwinion.

## Algunas publicaciones
- v.a. Funk, a.a. Anderberg, b.g. Baldwin, r.j. Bayer, j.m. Bonifacino, i. Breitwieser, l. Brouillet, r. Carbajal, r. Chan, a.x.p. Coutinho, d.j. Crawford, j.v. Crisci, m.o. Dillon, s.e. Freire, m. Galbany-Casals, n. Garcia-Jacas, b. Gemeinholzer, m. Gruenstaeudl, h.v. Hansen, s. Himmelreich, j.w. Kadereit, m. Kallersjo, v. Karaman-Castro, p.o. Karis, l. Katinas, et. al. 2009. Compositae metatrees: the next generation, pp. 751-780, en Funk, V.A., A. Susanna, T. F. Stuessy, R. J. Bayer (eds.) Systematics, evolution, and biogeography of the Compositae, eds. Vienna, Austria

- g. Sancho, s.e. Freire, l. Katinas, m.c. Tellería. 2005. A new species and a new combination in Andean Mutisieae (Asteraceae). Taxon 54: 85-90

- susana e. Freire, liliana Katinas, gisela Sancho. 2002. Gochnatia (Asteraceae, Mutisieae) and the Gochnatia-complex: Taxonomic implications from morphology. Annals of the Missouri Botanical Garden 89 (4): 524-550

- jorge v. Crisci, susana e. Freire, s. Sancho, liliana Katinas. 2001. Historical biogeography of the Asteraceae from Tandilia and Ventania mountain ranges (Buenos Aires, Argentina). Caldasia 23 (1): 21-41

- jorge v. Crisci, susana e. Freire, liliana Katinas, laura Iharlegui. 1997. El Departamento Científico de Plantas Vasculares. Museo (La Plata) 2 (10): 25-30

- s.e. Freire, j.v. Crisci, liliana Katinas. 1993. A cladistic analisys of Nassauvia Comm. ex Juss. (Asteraceae, Mutisieae) and related genera. Bot. J. Linnean Soc. 112:293-309

- liliana Katinas, jorge v. Crisci, susana e. Freire. 1992. Revisión sistemática y análisis cladístico del género Triptilion Ruiz et Pavón (Asteraceae, Mutisieae). Bol. Soc. Biol. Concepción, Chile 63:101-132

### Libros
- lázaro j. Novara, mariela Fabbroni, gloria e. Barboza, gabriel Bernardello, Andrea a. Cocucci, marisa Matesevach, susana e. Freire, roberto Kiesling, maría Saravia, luis Oakley. 2010. 1. Elaeocarpaceae DC.: 2. Fabaceae Lindl., Tribu Cassieae Bronn. Aportes botánicos de Salta: Flora 10. Editor Aportes Botánicos de Salta

- ----------------------, diego g. Gutiérrez, susana e. Freire. 2010. Flora del valle de Lerma: Asteraceae Dumort. Tr. V Heliantheae Cass. Aportes botánicos de Salta. Serie Flora. Editor Herbario MCNS, Fac. de Ciencias Naturales, Universidad Nacional de Salta, 76 pp.

- ángel l. Cabrera, jorge v. Crisci, gustavo Delucchi, susana e. Freire, daniel a. Giuliano, laura Iharlegui, liliana Katinas, alcides a. Sáenz, gisela Sancho, estrella Urtubey. 2000. Catálogo ilustrado de las compuestas -=Asteraceae- de la Provincia de Buenos Aires, Argentina: sistemática, Ecología y usos. La Plata: Secretaria de Política Ambiental Provincia de Buenos Aires, 136 pp.

- susana e. Freire, liliana Katinas, luis Ariza Espinar. Flora fanerogámica Argentina. Programa PROFLORA. Editor PROFLORA, 58 pp.

- -----------------------, gisela Sancho, estrella Urtubey, Néstor Bayón, liliana Katinas, daniel Giuliano, diego Gutiérrez, alcides a. Sáenz, laura Iharlegui, claudia Monti, gustavo Delucchi, bertil Nordenstam. 2005. Catalogue of Asteraceae of Chacoan Plain, Argentina. Compositae Newsletter 43. Editor The Swedish Museum of Natural History, Dep. of Phanerogamic Bot. 126 pp.

- ángel lulio Cabrera, susana e. Freire. 2000. Asteroideae inuleae mutisieae. Flora del Paraguay 27. Compositae 5. Ed. des conservatoire et jardin botaniques, 223 pp. ISBN 282770529X

- La abreviatura «S.E.Freire» se emplea para indicar a Susana Edith Freire como autoridad en la descripción y clasificación científica de los vegetales.[1]

## Honores
Miembro de
- The International Association of Plant Taxonomists
- Willi Hennig Society
- American Society of Plant Taxonomists
- Sociedad Argentina de Botánica